# Vacanze di branco
Nello scautismo, le vacanze di branco (abbreviato in VdB) costituiscono l'attività più importante di un branco, durano solitamente tra i 7 e i 10 giorni e si svolgono alla fine dell'anno scout. Sono la verifica conclusiva delle attività svolte, dove ogni lupetto e coccinella ha le maggiori opportunità di crescita e quindi di conquistare premi e traguardi relativi alla propria progressione personale.

## Struttura
A differenza del campo estivo di reparto, le VdB normalmente hanno luogo in accantonamento, cioè non si pernotta in tenda, ma in una struttura fissa, come una scuola, un oratorio, una cascina, ecc. I motivi di questo tipo di organizzazione sono diversi: innanzitutto l'igiene che si può ottenere in una casa non è certo paragonabile a quella di una tenda, in secondo luogo il fatto di vedere gli esploratori e le guide che dormono in tenda da soli costituisce un'aspettativa in più che invoglia i ragazzi a passare in reparto. Nonostante ciò, in Italia ci sono alcuni gruppi in cui è tradizione che le vacanze di branco vengano effettuate in grandi tende, anche se non ogni anno.
È fondamentale ricordarsi che i lupetti o coccinelle hanno dagli 8 ai 12 anni di età, quindi ancora bambini e in molti casi alle prime esperienze di uscire di casa, quindi un alloggio comodo facilità il loro inserimento.
Affinché le vacanze di branco si svolgano in tranquillità, è necessario che oltre ai vecchi lupi siano presenti altri adulti che forniscono supporto logistico, soprattutto per quanto riguarda la spesa e la cucina. Comunque sarebbe opportuno che i lupetti non fossero abituati ad aspettare di essere serviti per ogni cosa, per questo è un'ottima tradizione quella di assegnare un servizio a rotazione giornaliera ad ogni muta/sestiglia, ognuna delle quali si occupa ad esempio di servire a tavola, di apparecchiare, di pulire le stanze, ecc.

## Logistica
Il luogo delle vacanze di branco viene scelto dai capi branco, mediante uno o più sopralluoghi sul posto. In queste occasioni bisogna porre molta attenzione e tenere conto di una notevole quantità di fattori, tra cui:
- avere l'acqua potabile in casa o nelle immediate vicinanze
- avere un numero adeguato di servizi igienici e docce
- avere una cucina sufficientemente grande e possibilmente attrezzata
- avere degli spazi per dormire abbastanza grandi da non stare troppo stretti
- avere almeno una stanza grande dove poter stare tutti in caso di maltempo
- essere abbastanza lontano da centri abitati, ma non troppo
- essere inserito in un ambiente naturale il più possibile vario, con prati e zone boschive
- non presentare pericoli nelle vicinanze, come burroni, fiumi, strade a scorrimento veloce...
- essere raggiungibile in automobile o almeno in fuoristrada
- non essere troppo lontano da ospedale, pronto soccorso e zone commerciali

## Finalità
A differenza di quello che si potrebbe pensare, le vacanze di branco non sono delle semplici vacanze fuori porta. Esse costituiscono infatti uno strumento importante di educazione, tanto quanto gli altri mezzi educativi utilizzati nel branco. Le vacanze di branco sono non solo il momento conclusivo dell'anno, ma il momento in cui tutte le attività, tutti i semi piantati durante il corso dell'anno, prendono forma e si realizzano concretamente.